# Sonnenjoch
Das Sonnenjoch ist ein Berg in den Kitzbüheler Alpen in Tirol. Der Gipfel hat eine Höhe von 2292 m ü. A.
Das Sonnenjoch (auch Sonnjoch) liegt zwischen Alpbachtal, Wildschönau, Kelchsau und dem Zillertaler Märzengrund. Der Gipfel grenzt an drei Tiroler Bezirke (Kitzbühel, Kufstein, Schwaz) und fünf Gemeindegrenzen treffen hier zusammen (Alpbach, Hart im Zillertal, Hopfgarten im Brixental, Stummerberg und Wildschönau). 
Das Sonnenjoch wird im Vergleich zu seinem nördlichen Nachbargipfel, dem Großen Beil, weniger häufig begangen. Die beliebteste Aufstiegsvariante verläuft von der Schönangeralm in der Wildschönau über den Kastensteig (Wasserfälle), weiter zur Gressenalm und von dort auf den Gipfel des Sonnenjochs.
Im Winter gilt dieser Berg als beliebter Schitourengipfel.

## Weblink
- Tourenbeschreibung